# Ганс Кристіан Гансен
Ганс Кристіан Свейн Гансен (дан. Hans Christian Svane Hansen; 8 листопада 1906 — 19 лютого 1960) — данський політичний і державний діяч, глава уряду та Соціал-демократичної партії у 1955–1960 роках.

## Ранні роки
Народився в місті Орхус у робітничій родині. Здобув друкарську освіту.

## Політична кар'єра
Досить рано почав займатись політикою, вступивши до молодіжної організації партії Соціал-демократів, яку очолював з 1933 до 1937 року.
1936 був обраний до лав фолькетінгу, зберігши мандат до самої смерті. У першому національному уряді після звільнення від німецької окупації отримав пост міністра фінансів. З 1947 до 1950 року знову обіймав аналогічну посаду, потім упродовж місяця очолював міністерство торгівлі. 1953 отримав пост міністра закордонних справ, на якому перебував до 1958 року.
Коли тогочасний прем'єр-міністр Данії, Ганс Гедтофт, помер через інфаркт міокарда, його наступником на посту державного міністра й лідера партії став Гансен. Очолював уряд до 1960 року, поки сам не помер від раку. Таким чином під час перебування на посту померли два данських прем'єри поспіль. Наступником Гансена як на чолі уряду, так і лідера партії став Вігго Кампманн.
Гансен виступав за широке співробітництво із США та, незважаючи на те, що рішенням Фолькетінга вся територія Данії була оголошена без'ядерною зоною, надав неофіційну згоду на розміщення американської ядерної зброї у Гренландії.